# Ипиранга (футбольный клуб, Нитерой)
«Футбольный клуб Ипиранга» (порт.-браз. Ypiranga Futebol Clube) или просто «Ипиранга» — бразильский футбольный клуб из города Нитерой, штат Рио-де-Жанейро.

## История
Клуб «Ипиранга» был основан 18 августа 1912 года в районе Фонсека города Нитерой. Первоначально он назывался «Клуб Индигена» (порт.-браз. Сlube indígena; Клуб коренных народов) и его символом был индеец. Цвета формы были выбраны синий, белый и золотой, а также несколько комплектов формы были с горизонтальной синей полосой на футболках. В 1921 году было принято решение на изменение цветов. Они были выбраны в подражание клубу Фламенго»: красно-черные футболки в полоску, герб был выбран, как и у «Фламенго» в виде щита, похожим был и выбран шрифт. Отличия также были: красные воротники формы, в отличие от черных у «Менго». В 1925 году клуб слился с местной «Америкой».  С конца 1920-х начинается лучшие годы клуба, в него пришли Мануэлзиньо и Оскарино, ставшие впоследствии участниками первого чемпионата мира, эти футболисты до сих пор являются единственными игроками из клубов Нитероя, выступавшими за национальную команду. за 10 лет клуб выиграл шесть чемпионатов Нитероя. В тот же период с 1928 по 1931 год форма у клуба была красная с черной полосой на груди.
С 1934 года клуб стал профессиональным, но оставался в этом статусе лишь 3 года. Повторно он стал профессиональным лишь в 1953 году. В 1970 году клуб стал банкротом, а в 1975 году был вынужден в счёт долгов отдать свой стадион Лузу-Бразилейру, который позже был снесён новыми владельцами. У клуба остались лишь детские и юношеские команды. В 2010 годах перестали выступать и они, а офис, принадлежащий клубу сдаётся.